# 措恩比市鎮
措恩比市鎮（丹麥語：Tårnby Kommune）是丹麥的一個市鎮，位於西蘭島東南部對開的阿邁厄島中部，並包括薩爾特島。屬首都大区。面積64.95平方公里，2009年人口40,214人。行政中心为措恩比。